# Hanna Schörken
Hanna Schörken (Duisburg, 1985) is een Duitse zangeres in de geïmproviseerde muziek, jazz en elektronische muziek.

## Carrière
Schörken studeerde Engelse en Franse literatuur aan de Universität Bonn. Van 2008 tot 2011 studeerde ze jazzzang aan ArtEZ Conservatorium in Enschede, daarna zette ze haar studie voort aan de conservatoria in Osnabrück en Lyon.
Schörken werkte samen met de Belgische toetsenist Jozef Dumoulin, Natalie Sandtorv, Nicola Hein en Paul Hubweber.
In 2016 verscheen haar debuutalbum Filán op het Zwitserse label Unit Records, opgenomen met Constantin Krahmer, Stefan Rey en Thomas Esch. 